# فترة ياماتو
ياماتو (باليابانية: 大和) هي الفترة التاريخية التي صاحبها قيام أول دولة مركزية في اليابان، في الموضع الذي يعرف اليوم بـ«سهل نارا». ظهرت هذه المملكة في القرن الـ4 للميلاد، وتعود الأصول التاريخية للأسرة الإمبراطورية الحاكمة في اليابان اليوم إلى هذه الحقبة. أهم ما ميزها هذه الفترة هو إدخال نظام الكتابة الصيني. ارتبطت هذه الفترة بفترة كوفون.

## الدلائل الأثرية
لا زالت الظروف التي أحاطت بنشأة هذه المملكة يكتنفها الغموض. جاء في المصادر الصينية أنه كانت هناك دولة تسمى مملكة ياماتو، ويرجح أن يكون تاريخ نشأتها في النصف الأول من القرن الرابع للميلاد. من بين الدلائل الأثرية التي ترجع إلى هذه الحقبة، سيفان اثنان، عثر على أحدهما في سهل كانتو، والآخر في جزيرة كيوشو. يرجع تاريخهما إلى عام 471 م، نقشت عليها عبارات ثناء تُشيد بـ«يورياكو»، أحد حكام «مملكة ياماتو» بين سنوات 456 و 479 للميلاد. إلا أن المشكلة الحقيقية التي يواجهها المؤرخون هي إيجاد سبب النشأة الفجائية لهذه المملكة، والنقلة النوعية من حضارة يايوئي البدائية إلى فترة كوفون.

## الميثولوجيا
جاء في النصوص الميثولوجية القديمة، الـ«كوجيكي» (وقائع الأحداث القديمة) والذي يعود إلى عام 712 م: قامت آلهة الشمس «أماتيراسو أو مي كامي» بإرسال حفيدها نينيجي ليحكم الأرض. انتقلت إليه مقاليد الحكم من يد أحد أحفاد «أوكونينوتشي»، والذي كان من سلالة أحد إخوة الآلهة أماتيراسو: «سوسانووو نو ميكوتو». خرج من صلب نينيجي كل الأباطرة الذين حكموا اليابان. أصبح أحد أحفاده وهو «جينمو تينو» أول إمبراطور من الإنسيين يحكم اليابان -حسب الأسطورة دائما-.

## التاريخ
في ضوء التفسيرات التي تقدمها لنا المصادر التي تعرضت لتاريخ الفترة، تطورت الأمور بعد أن نشأ خلاف بين اثنين من العشائر المحلية التي كانت تتواجد بالمنطقة، أسفر النزاع بأن عززت عشيرة ياماتو هيمنتها على المنطقة. في مرحلة ثانية وسعت هذه العشيرة مناطق نفوذها حتى جنوبي جزيرة هونشو، ثم إلى الشمال من سهل كانتو. لا تذكر المصادر التاريخية من هي العشائر المتنازعة ولا عن الطريقة التي تم بها حل النزاع. طرحت بعض النظريات التي ترجح أن عشيرة ياماتو تنحدر من أحد الشعوب القادمة إلى المنطقة على ظهور خيولهم من شبه الجزيرة الكورية. رغم أنه يمكن لهذه النظرية أن تفسر لنا بعض الخصائص الفريدة التي تميزت بها هذه المرحلة، إلا أن الكثير من الغموض بقي بدون تفسير، كما أنه لم يرد في كل الكتابات اليابانية القديمة الإشارة ولو بصفة عابرة لأصول غير يابانية للأسرة الحاكمة في اليابان.
غير أنه وبغض النظر عن أصوله المحتملة، فإن قيام نظام مركزي لأول مرة على سهل نارا هو أمر مفروغ منه، بسطت هذه الدولة سيادتها شيئا فشيئا على بقية المناطق اليابانية. يرجح أن تكون الأسماء التسع الأولى للأباطرة التي وردت في الكتابات القديمة أسماء أسطورية، ويعتبر الإمبراطور العاشر، سوجين (والذي تطلق عليه الكوجيكي اسم «أول الأباطرة الذين حكموا العالم الأرضي») أول حاكم تم إثبات وجوده فعليا، إلا أن فترة حكمه الحقيقية مغايرة تماما لما جاء في الكتابات القديمة. يمكن الاعتماد على هذه المصادر القديمة في تدوين الأنساب الإمبراطورية ابتداء من حكم الإمبراطور أوجين (270-310) ثم نينتوكو (313-399 م).
انتظم البلاط الإمبراطوري، وأصبحت بعض العشائر القوية على غرار «سوغا»، «أوتومو» و«مونونوبه» من حلفاء النظام الأقوياء، وتقلد أفرادها وظائف عالية في أجهزة الدولة، ثم صاروا يتوارثونها جيلا بعد جيل.
بالإضافة إلى مملكة ياماتو، تواجدت عشائر أخرى تمتعت باستقلالية كبيرة، أقامت بعضها علاقات مباشرة مع الصين، وكوريا. إلا أن عشيرة ياماتو حسمت الموقف لصالحها وعلى حساب العشائر الكبرى الأخرى حين بدأت في استعمال نظام الكتابة الصيني، كان ذلك أول مرة يتعرف فيها اليابانيون على الكتابة، تم بعدها كتابة أولى القوانين والحوليات الأسطورية عن البلاد، جاء فيها الإشارة إلى الأصول الإلهية للعائلة الإمبراطورية.
في نهاية القرن السادس (الـ6) للميلاد نشأ نزاع بين عشيرتي «سوغا» و«مونونوبه»، انتهى بانتصار العشيرة الأولى، أعقب ذلك بداية انفتاح البلاد على الثقافة الصينية (فترة أسوكا).

## اقرأ أيضا
- فترة كوفون